# Axel Alonso
Axel Alonso es un guionista y editor de cómics estadounidense que fue editor en jefe de Marvel Comics desde enero de 2011 hasta 2017.
Comenzó su carrera como periodista en el Daily News de Nueva York. Entre 1994 y 2000 fue editor de DC Comics, publicando numerosos cómics de la línea Vertigo, como Doom Patrol, Animal Man, Hellblazer, Predicador y 100 balas. Como Editor Senior de Marvel Comics, editó cómics de Spider-Man y X-Men antes de ascender al cargo de Vicepresidente, Editor Ejecutivo en 2010, y Editor en Jefe en enero de 2011, sucediendo a Joe Quesada. También ha trabajado como guionista y entintador.

## Infancia
El padre de Alonso es mexicano, y su madre es británica. Nacido en San Francisco, Alonso obtuvo su licenciatura en sociología y política de la Universidad de California, de Santa Cruz y obtuvo su maestría de periodismo en la Universidad de Columbia.

## Carrera
Antes de entrar en la industria del cómic, Alonso fue periodista en el Daily News de Nueva York y editor de revistas.
Los primeros cómics Alonso publicados para DC Comics fueron Doom Patrol #80 and Animal Man #73, en julio de 1994.
En septiembre de 2000 ingresó a trabajar como Editor Senior en la principal competencia de DC, Marvel Comics, trabajando en cómics de la línea de Spider-Man como The Amazing Spider-Man y Peter Parker: Spider-Man.
Alonso fue editor de Marvel durante más de una década, trabajando en algunos de los cómics más importantes de la compañía y ayudó a crear la línea Marvel MAX para lectores adultos. Supervisó también etapas aclamadas por la crítica, como The Amazing Spider-Man de Joseph Michael Straczynski y X-Men: Messiah Complex y Maldición de los mutantes.
Fue promovido a Vicepresidente y Editor Ejecutivo a principios de 2010. El 4 de enero de 2011, Alonso fue nombrado Editor en Jefe de Marvel Comics, sucediendo a Joe Quesada, quien había sido nombrado Jefe Creativo en junio de 2010. De esta manera, Alonso se convirtió en la tercera persona en acceder al cargo en 15 años.

## Premios

### Ganados
- 2004 Eagle Award para el mejor editor de cómics.[5]
- 2006 Eagle Award para el mejor editor de cómics.[6]
- 2010 Eagle Award para el mejor editor de cómics.[7]

### Nominado
- 2007 Eagle Award para el mejor editor de cómics.[8]
- 2008 Eagle Award para el mejor editor de cómics.[9]